# Riverside (hrabstwo Steuben)
Riverside – wieś w Stanach Zjednoczonych, w stanie Nowy Jork, w hrabstwie Steuben.